# Tévedések vígjátéka
A Tévedések vígjátéka (angolul: Comedy of Errors) Shakespeare korai művei közé tartozik. Egyesek szerint Shakespeare a mű 1594-es bemutatójára írta, míg mások szerint már 1594 előtt elkészült a dráma. A mű nyomtatásban 1623-ban jelent meg először, az Első fólióban.
A Tévedések vígjátéka két ikerpárról szól, akik gyermekkorukban elszakadtak egymástól. Syracusai Antipholus és Syracusai Dromio Ephesusba megy, ahol a testvéreik élnek, de ők nem tudnak erről. A komikus tévedések akkor kezdődnek, amikor találkoznak a testvéreik rokonaival és ismerőseivel, akik azt hiszik róluk, hogy ők Ephesusi Antipholus és Ephesusi Dromio. A mű végére megoldódik a bonyodalom és újra egyesül a régen kettészakadt család.

## A mű forrásai
A mű nagyrészt Plautus római drámaíró Menaechmi című komédiáján alapul, ami szintén egy ikerpárról szól. A Menaechmit William Warner fordította le angolra 1595-ben. Shakespeare műve Ephesusban játszódik, míg a forrásmű helyszíne Epidamnus. Emellett a Tévedések vígjátéka utalásokat tartalmaz Szent Pál leveleire az ephezosziakhoz.
A Menaechmin kívül Plautus Amphitruo című darabja is hatással volt Shakespeare Tévedések vígjátéka című komédiájára. Ebből a műből származik az a jelenet amikor, Adriana tévedésből kizárja a férjét a házából. A mű forrásai között meg kell említeni még Türoszi Apollonius történetét. Shakespeare ebből merítette Aegeon és Emília történetét.

## Szöveg keletkezése és ideje
A Tévedések vígjátékát először 1594. december 28-án a Gray Innben mutatták be. Mivel a darab Plautus Menaechmi című művét veszi alapul, érdekesség lehet, hogy William Warner ugyanezen év nyarán jegyeztette be a Menaechmi fordítását a Könyvkereskedők és Papírárusok Társaságának regiszterébe. Ugyanakkor valószínűsíthető, hogy Shakespeare nem ekkor találkozott először a darabbal, mivel Plautus munkássága a legtöbb Erzsébet-korabeli középiskolás számára ismert volt. A Tévedések vígjátéka 1623-ban az Első Fólióban jelent meg nyomtatásban először.

## A dráma szereplői
| Eredeti név                                      | Arany László (1865)                        | Szász Imre (1968)                           | Nádasdy Ádám (1997)                          | Zöldi Gergely (2004)                              | Leírás                                 |
| Solinus                                          | Solinus                                    | Solinus                                     | Solinus                                      | Szolinusz                                         | Ephesus uralkodója                     |
| Egeon                                            | Aegeon                                     | Aegeon                                      | Égeon                                        | Égeon                                             | szirakúziai kereskedő                  |
| Emilia                                           | Emília/Fejedelemnő                         | Emília                                      | Emília                                       | Emília                                            | apácafőnöknő Efezusban, Égeon felesége |
| Antipholus of Ephesus and Antipholus of Syracuse | Ephesusi Antipholus és Syracusi Antipholus | Ephesusi Antipholus és Syracusai Antipholus | Efezusi Antipholus és Szirakúziai Antipholus | Epheszoszi Antipholusz és Szirakúziai Antipholusz | Égeon és Emília fiai, ikertestvérek    |
| Dromio of Ephesus and Dromio of Syracuse         | Ephesusi Dromio és Syracusi Dromio         | Ephesusi Dromio és Syracusai Dromio         | Efezusi Dromio és Szirakúziai Dromio         | Epheszoszi Dromio és Szirakúziai Dromio           | Ikertestvérek, az Antipholusok szolgái |
| Adriana                                          | Adriána                                    | Adriana                                     | Adriana                                      | Adriana                                           | Efezusi Antipholus felesége            |
| Luciana                                          | Luciána                                    | Luciana                                     | Luciana                                      | Luciana                                           | Adriána húga                           |
| Nell/Luce                                        | Lucza                                      | Luca                                        | Luca                                         | (valószínűleg) Miranda                            | Adriána szobalánya                     |
| Balthazar                                        | Boldizsár                                  | Baltazár                                    | Baltazár                                     | Baltazár                                          | kereskedő                              |
| Angelo                                           | Angelo                                     | Angelo                                      | Angelo                                       | Angelo                                            | aranyműves                             |
| Courtesan                                        | Egy leány                                  | Kurtizán                                    | Kurtizán                                     | Kurtizán/Kurva                                    |                                        |
| First merchant                                   | Egy kereskedő                              | Első kereskedő                              | Első kereskedő                               | Kereskedő I.                                      | Syracusiai Antipholus barátja          |
| Second merchant                                  |                                            | Második kereskedő                           | Második kereskedő                            | Kereskedő II.                                     | Angelo hitelezője                      |
| Doctor Pinch                                     | Csippencs                                  | Csipkedi                                    | Dr. Csipet                                   | Dr. Karmos                                        | tanítómester                           |
| Gaoler, Headsman, Officers, and other Attendants | Poroszló, Tisztek, Kísérők                 | Porkoláb, tisztek és más kísérők            | Foglár, Rendőr, Küldönc                      | Rendőr, Polgár                                    |                                        |

## A mű cselekménye

### Első felvonás
Aegeont, a syracusai kereskedőt halálra ítélik Ephesusban, mert megszegi a törvényt, amely szerint Syracusából származó ember nem teheti be a lábát a városba. Aegeon elmondja a szomorú történetét a családjáról Solinusnak, az ephesusi hercegnek. Aegeonnak volt két ikerfia és egy szegény asszonytól másik két ikerfiút vásárolt, hogy a két fiának inast neveljen belőlük. Később, amikor egy hajóútra indultak, viharba kerültek és hajótörést szenvedtek, ami után két részre szakadt a család. Aegeont, egyik fiát és annak az inasát felvette egy hajó, Aegeon feleségét, másik fiát és annak inasát pedig egy másik hajó mentette meg. Aegeon a hajótörés óta nem látta az elveszett családtagjait. Syracusába is azért jött, hátha a nyomukra akad. Solinus nagyon meghatódik a szomorú történettől, de nem tehet kivételt, Aegon büntetése halál, ha nem tudja előteremteni az ezer márkás váltságdíjat egy napon belül. Syracusai Antipholus is Ephesusba megy a testvérét keresni, mint az apja. Az útjára az inasa, Dromio is elkíséri. Antipholus elküldi Dromiót a Kentaur fogadóba, ahol megszálltak. Ezután nem sokkal később Syracusai Antipholus találkozik Ephesusi Dromióval, aki a megszólalásig hasonlít az ikertestvérére. Ephesusi Dromio ebédelni hívja Syracusai Antipholust és azt mondja, várja a felesége. Antipholus azt hiszi, hogy Dromio gúnyt űz belőle, ezért megveri.

### Második felvonás
Ephesusi Dromio visszatér Adrianához és elmondja neki a beszélgetését Antipholussal. Ebből Adriana arra következtet, hogy Antipholus megcsalja. Adriana elmegy megkeresni Antipholust hogy hazavigye ebédelni. Meg is találja őt, de nem a férjét, hanem Syracusai Antipholust és Syracusai Dromiot viszi magával.

### Harmadik felvonás
Ephesusi Antipholus és Ephesusi Dromio haza szeretne menni ebédelni, de Syracusai Dromio nem engedi be őket a saját házukba, ezért miután nem tudnak bejutni, úgy döntenek, hogy inkább a Tigrisben ebédelnek. Közben Syracusai Antipholus rájön, hogy Luciánához vonzódik, nem pedig Adrianához, aki azt állítja magáról, hogy a felesége. Kiderül, hogy Dromiónak is van ’felesége’. Ezek után elhatározzák, hogy elszöknek Ephesusból. A történet tovább bonyolódik, amikor Syracusai Antipholus találkozik Angeloval, az aranyművessel, aki egy aranyláncot ad át Antipholusnak. Syracusai Antipholus elmegy, és azt ígéri Angelonak, hogy majd később kifizeti a lánc árát.

### Negyedik felvonás
Angelo találkozik Ephesusi Antipholussal, aki megtagadja az aranylánc kifizetését, mivel ő nem kapott semmilyen láncot. Mivel Angelo nem kapja meg a pénzét, lefogatja Ephesusi Antipholust egy poroszlóval. Ephesusi Antipholus hazaküldi Syracusai Dromiót a váltságdíjért. Dromio el is megy érte, de véletlenül Syracusai Antipholusnak adja oda a pénzt. A történtek után Adriana azt hiszi, hogy a férje és Dromio megőrült, ezért Csipkedi tanítómesterrel próbálja meggyógyíttatni őket. Csipkedi nem tudja őket kigyógyítani az őrületből,ezért megkötözik és hazaviszik Ephesusi Antipholust és Ephesusi Dromiót.

### Ötödik felvonás
Syracusai Antipholus és Syracusai Dromio találkozik Angeloval és Adrianával, akik azt hiszik róluk, hogy ők a kiszabadult ephesusiak. Őket is meg akarják kötözni, mint Ephesusi Antipholust és Epehsusi Dromiót, ezért bemenekülnek egy közeli zárdába. Adriana Solinus elé járul, és arra kéri, hozza ki a férjét a zárdából, mert az apácafőnöknő nem engedte be őt. Közben megérkezik Syracusai Antipholus is, aki arra kéri a herceget, hogy szolgáltasson neki igazságot az őt ért sérelmekért. Ezt a bonyolult és érthetetlen helyzetet az apácafőnöknő oldja meg, akiről kiderül, hogy ő Emília, Aegeon felesége. Sok-sok év után a család végre egyesül. Ephesusi Antipholus és Adriana kibékül. A herceg megkegyelmez Aegeonnak.

## A Tévedések vígjátéka témái
A kereskedelem elemi része a darabnak, hiszen bonyodalmát a két nagy kereskedőváros, Efezus és Szirakúzia közötti viszály generálja. A mű legközpontibb témái tehát a csere és kereskedelem különböző formái; Aegeon elkerülheti halálbüntetését 1000 márka fejében, az aranyláncot Efezusi Antipholus helyett Szirakúziai Antipholus kapja, amely árának meg nem térítése még több bonyodalmat okoz. Ráadásul erre a láncra a kurtizán is igényt tart, mivel gyűrűjét adta azért cserébe.
A leglényegesebb mégis az ikerpárok identitásainak cseréje, mert ez a darab alapkonfliktusa. Szirakúziai Antipholus azért megy Efezusba, hogy saját identitását megtalálja a rég elveszett családja formájában, de ikertestvére, Efezusi Antipholus identitását veszi fel, úgymond kölcsön és láthatólag szívesen, hiszen élvezi a velejáró kiváltságokat. Szirakúziai Antpholusnak azért lehetséges ez, mert mások csupán a külseje alapján Efezusi Antipholunak ítélik meg, és ennyi elég is ahhoz, hogy eszerint bánjanak vele. Érdekes kérdés tehát, hogy mennyiben határozzuk meg mi magunk az identitásunkat és mennyiben van szerepe ebben annak, hogy mások hogyan határoznak meg minket.
Lényeges témája még a darabnak a család, hiszen egy család illetve a Dromio ikerpár kettészakadásának és újból egyesülésének története ez. Ebből következhet, hogy a házasság is hangsúlyos szerepet kapott a drámában; Adriána és Efezusi Antipholus példája a konfliktusokkal teli ám életszerű házasságot mutatja be, míg Égeon és Emília házassága az eszményi ellenpontja ennek. Érdekes kérdés lehet, hogy a darab miért nem végződik Szirakúziai Antipholus és Luciána házasságával, ahogy azt egy shakespear-i vígjátéktól várnánk.

## A Tévedések vígjátéka a magyar színházakban
A Színházi adattár szerint Tévedések vígjátékának összesen harmincegy bemutatója volt a magyar színházakban 2017 novemberéig. A mű első magyarországi bemutatója 1853. március 4-én volt a Nemzeti Színházban Szigligeti Ede és Egressy Gábor fordításában. Később, 1869. december 31-én a Nemzeti Színház újra műsorra tűzte a Tévedések vígjátékát Szerdahelyi Kálmán rendezésében és Egressy Gábor és Arany László fordításában. Fodor József fordításával először 1945. július 28-án játszották a darabot a Madách Színházban. Ezt az előadást Földes Péter rendezte. Szász Imre fordításával először Berényi Gábor rendezte meg a művet 1958-ban, a debreceni Csokonai Színházban. 1997. május 2-án a Nemzeti Színházban újra bemutatták a Tévedések vígjátékát, ezúttal Nádasdy Ádám fordításában és Bruck János rendezésében. A mű első előadására Zöldi Gergely fordításával a Vígszínházban került sor 2004. október 9-én Eszenyi Enikő rendezésében.

## A Tévedések vígjátéka filmes adaptációi
- 1940. The Boys from Syracuse (musical) Egyesült Államok Rendezte: A. Edward Sutherland Efezusi Antipholus és Szirakúziai Antipholus: Allan Jones, Adriána: Irene Hervey
- 1979. Tévedések vígjátéka (tévéjáték) Magyarország Rendezte: Kerényi Imre
- 1983. BBC The Comedy of Errors Nagy-Britannia Rendezte: James Cellan Jones Efezusi Antipholus és Szirakúziai Antipholus: Michael Kitchen, Adriána: Suzanne Bertish, Efezusi Dromio és Szirakúziai Dromio: Roger Daltrey
- 1987. The Comedy of Errors (tévéfilm) Egyesült Államok Rendezte: Robert Woodruff Adriána: Sophie Hayden
- 1988. Big Business Egyesült Államok Rendezte: Jim Abrahams
- 1989. The Comedy of Errors (tévéfilm) Kanada Rendezte: Richard Monette
- 1990. Tévedések vígjátéka (tévéjáték) Magyarország Rendezte: Mohácsi János
- 2015. Shakespeare's Globe: The Comedy of Errors Nagy-Britannia Rendezte: Blanche McIntyre